# 萩中美枝
萩中 美枝（はぎなか みえ、1927年〈昭和2年〉8月7日 - 2021年〈令和3年〉4月4日 ）は、アイヌ文化研究家。夫はアイヌ出身の言語学者である知里真志保。

## 来歴
北海道様似郡様似村に麹製造業・萩中与三治の長女として生まれる。庁立旭川高等女学校（現・北海道旭川西高等学校）を卒業し、郷里の国民学校で2年間、助教諭として勤務する。1948年（昭和23年）の夏、様似町の友人の家で知里真志保を紹介され、いっしょにアポイ岳に登る。知里は萩中をアイヌ語やアイヌ文化の研究に導いた。
1956年（昭和31年）8月に、北海道大学文学部に勤務していた知里から求婚され、同年秋に結婚。自身は再婚（知里は再々婚）で、前夫は知里の弟子。
1961年（昭和36年）の3月に、知里は監修を引き受けていたNHKによる「アイヌ伝統音楽」収集事業のスタッフとして萩中を推薦し、同年春からNHK放送センターの嘱託としてNHK札幌放送局資料室に勤務した。4月から斗南病院に入院した知里に付き添い1961年6月9日に知里が死去するまで献身的な看護をつとめた。北海道大学文学部嘱託として知里の遺品となったノートの整理にあたる。
その後、旭川市立博物館専門職員、北海道教育委員会嘱託を務める。その間、札幌学院大学・札幌大学・東海大学・北星学園大学・北海道教育大学などで非常勤講師として教鞭を執っている。日本口承文芸学会、北海道文化財保護協会の各理事を務めた。
2021年4月4日死去。

## 研究業績
1962年2月に「さんぺい汁」についての記事が『主婦の友』に掲載されて以来、30年以上も『北海道新聞』『北海道の文化』『北方文芸』などの新聞雑誌の原稿、百科事典の記事などでアイヌ研究の成果を発表し続けている。ユカラを初めとするアイヌの口承文芸、食物や調理の分野に貢献しているほか、1964年（昭和39年）から1969年（昭和44年）まで知里真志保が残したフィールドノート・日記・金成マツから聴取したユカラの記録をふくめた約300冊（知里真志保ノート）の調査保存で重要な役割を担う。